# 曲直瀬玄朔

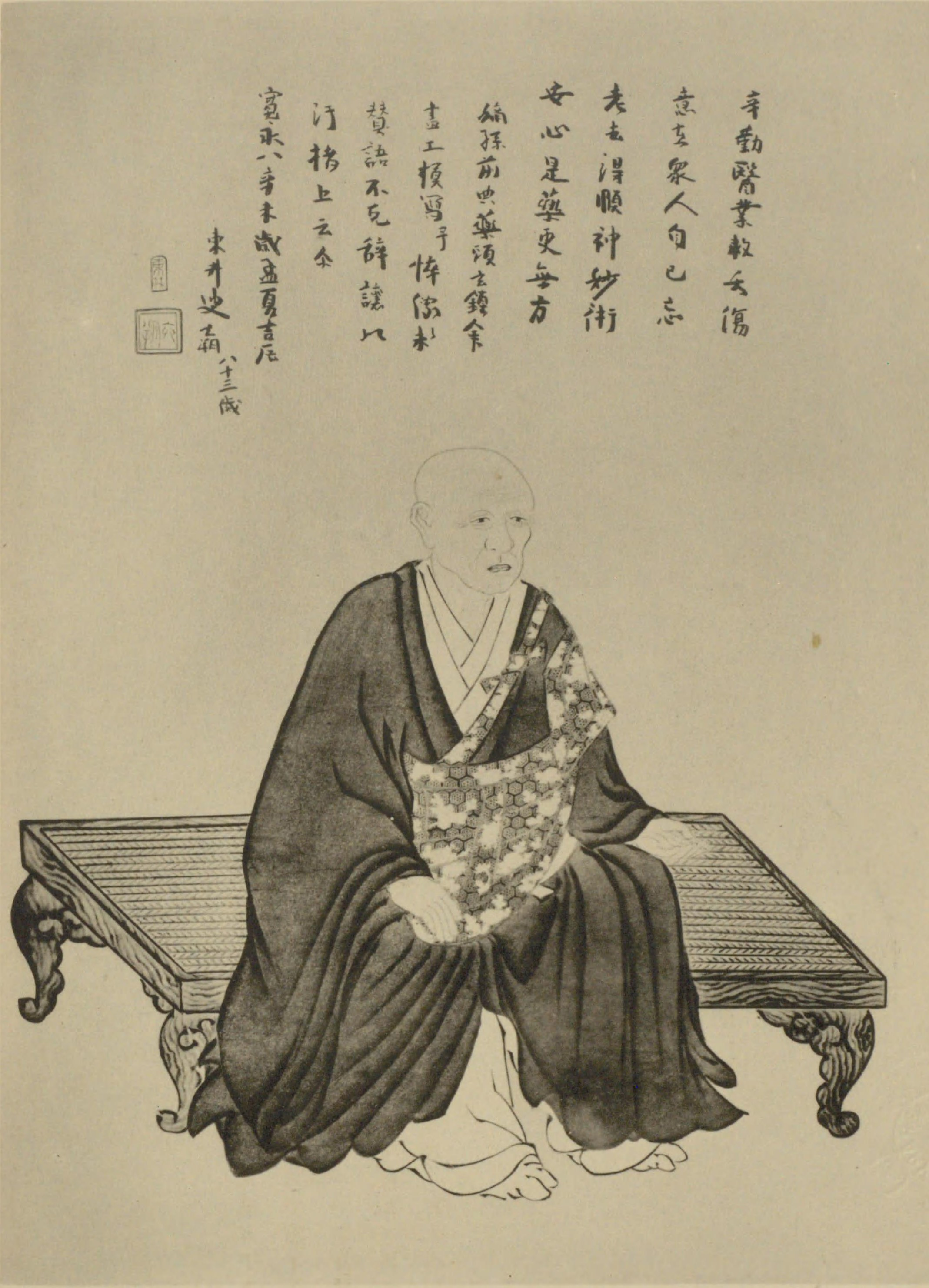
藤浪剛一『医家先哲肖像集』より曲直瀬玄朔

曲直瀬 玄朔（まなせ げんさく、天文18年（1549年） - 寛永8年12月10日（1632年1月31日））は、安土桃山時代・江戸時代の医師。義父は曲直瀬道三。子に今大路道三。

## 略歴
幼少の頃、両親を失ったため、母の兄である曲直瀬道三に養育され、天正9年（1581年）にその孫娘を娶って養嗣子となり、道三流医学を皆伝された。天正11年（1583年）には、卒中で倒れ意識を失った正親町天皇の治療に成功し朝廷の信頼と名声を得て、天正14年（1586年）に法印になった。天正15年（1587年）3月、豊臣秀吉の命で九州平定に出兵中の毛利輝元が罹病した際に、治療に派遣され快癒させた。文禄元年（1592年）に朝鮮出兵のため、秀吉に従って名護屋城へ赴いたが、朝鮮に渡った輝元が再び病となり、治療のため渡海して翌年帰国、豊臣秀次の診療をする。義父の道三が死去した翌年の文禄4年（1595年）、自らが治療した秀次切腹に伴い、玄朔も常陸国へ送られ佐竹義宣預かりとされる。
慶長2年から3年の間に豊臣秀頼の番医として復権している（『曲直瀬文書』）。なお、赦免されて帰洛してから秀頼の番医として再出仕する間に、しばらくの間、診療活動を停止している空白期間が存在していた（『時慶卿記紙背文書』）。
豊臣秀吉の最期の治療に臨んでいたことも確認されている（『曲直瀬某氏所蔵文書』）。
後陽成天皇の治療のために慶長3年9月1日、勅旨を以て罪を赦免され､京都に戻ったとされてきたが、これらの研究は『寛政重修諸家譜』や『医学天正記』を無批判に引用したもので明らかな誤りである。天皇の診療以前に玄朔は赦免され、秀頼の番医として復権し、秀吉の診療にも加わっている。
秀吉の死後は後陽成天皇の治療のため皇室へも再出仕することになる（『曲直瀬文書』）。慶長13年（1608年）に徳川秀忠の療養のため江戸に招かれ邸宅を与えられた（この頃玄朔は2代目道三を襲名していたため、この邸宅の北側の入り堀は道三堀と呼ばれた）。以来、京都と江戸を往復して朝廷と幕府の典医として仕えた。
寛永8年（1631年）83歳で没した。
秀次事件を契機に曲直瀬一門の結束が施薬院全宗を頂点に強化され、徳川幕藩体制の確立過程で玄朔を中心に構成された奥医師の下、道三流の医師が医療界を主導していく要因となる。
弟子に岡本玄冶、井上玄徹、野間玄琢、内田宗春、山脇玄心、井関玄悦、長沢道寿、奈須恒昌、古林見宣、響庭東庵、畠山景吉がいる。

## 参考論文
- 富士川游『日本医学史』日新書院、1941年。
- 服部敏良『室町安土桃山時代医学史の研究』吉川弘文館、1971年。
- 矢数道明「日本医学中興の祖曲直瀬道三」『漢方の臨床』9巻10号、1962年。
- 宮本義己「曲直瀬道三と数奇大名毛利輝元の交友」『淡交』385号、1979年。
- 宮本義己「近世初期の名医 曲直瀬玄朔の人物と業績」『医学選枠』32号、1983年。
- 宮本義己「豊臣政権の番医―秀次事件における番医の連座とその動向―」『国史学』133号、1987年。